# Guo Zhenqing
Guo Zhenqing (郭振清) (août 1927 Tianjin - 24 août 2005, Tianjin) est un acteur de cinéma chinois.

## Biographie
Guo Zhenqing est né dans une famille de travailleurs à Tianjin en 1927.
Enfant, il fut scolarisé dans une école privée. À l'âge de 16 ans, il commença à travailler dans une entreprise de tramway (comme vendeur de billets pour le tram), puis fut  membre du comité culturel et éducatif de cette entreprise (dans sa ville natale de Tianjin).
5 ans plus tard, en 1949, les troupes communistes occupaient Tianjin et Guo Zhenqing fut envoyé dans une école pour cadres. il étudia donc  à l'École des cadres des travailleurs de la Chine du Nord et devint acteur dans la troupe artistique de la Fédération des syndicats de Tianjin ainsi qu'au théâtre d'art de Tianjin .
C'est dans le film Liu Hao Men (Porte 6, dans lequel il incarnait un docker) que Guo Zhenqing interprète son premier rôle au grand écran en 1952.
En 1957, il remporte le titre honorifique de l'acteur le plus populaire de Chine.
Guo Zhenqing est peu connu hors de la République populaire de Chine, mais la génération plus âgée se souvient de lui pour son rôle de Li Xiangyang, un combattant de la guérilla communiste dans le film Ping Yuan You Ji Dui (combattants de la guérilla en action) tourné dans les années 1950.